# ألان موريسون (عازف الأرغن)
ألان موريسون (بالإنجليزية: Alan Morrison)‏ هو عازف الأرغن أمريكي، ولد في 29 نوفمبر 1968.

## وصلات خارجية
- الموقع الرسمي